# لیندسی برگ
لیندسی برگ (به انگلیسی: Lindsey Berg) (زاده ۱۶ ژوئیه ۱۹۸۰ در هونولولو ، هاوایی) بازیکن والیبال اهل آمریکا است. برگ در حال حاضر عضور باشگاه فنرباغچه است. او در المپیک برای تیم ملی ایالات متحده آمریکا به میدان رفت و برنده دو مدال نقره این رقابت‌ها شد.
برگ والیبال را از کالج آغار کرد.برگ برای مینه سوتا در لیگ حرفه‌ای والیبال ایالات متحده آمریکا در سال ۲۰۰۲ به میدان رفت و از سال ۲۰۰۵ تا ۲۰۰۸ در سری آ ایتالیا حضور داشت و بازی‌های زیبایی را به نمایش گذاشت.

## بین‌المللی
برگ در ژانویه ۲۰۰۳ به تیم ملی پیوست . برگ در آن سال ۴۴ بازی برای آمریکا انجام داد و بعد او به عنوان بهترین بازیکن جام پان آمریکا انتخاب شد شد و ایالات متحده قهرمان این دوره ز مسابقات شد. در سال ۲۰۰۴ ، برگ دوباره بهترین بازیکن جام حذفی پان آمریکا شد و ایالات متحده آمریکا موفق به کسب مدال نقره این دوره از مسابقات شد. او برای تیم ملی آمریکا در بازی‌های المپیک تابستانی سال ۲۰۰۴ بازی کرد.
برگ در سال ۲۰۰۵ از بهترین‌های جام پان آمریکا برای سومین سال متوالی شد ، اما ایالات متحده مدالی نگرفت. بر در جام NORCECA مسابقات قهرمانی قاره‌ای ، به آمریکا کمک ویژه‌ای کرد تا به طلا این دوره از مسابقات برسد. و در سال ۲۰۰۷ به ایالات متحده کمک کرد برنده مدال برنز جام جهانی FIVB شود.
برگ دومین کاپیتان آمریکا در بازی‌های المپیک تابستانی ۲۰۰۸ بود و ایالات متحده موفق به کسب مدال نقره شد.
در جام جهانی ۲۰۱۱ ، به مدال طلا دست یافت و در بازی‌های المپیک تابستانی ۲۰۱۲ به همراه تیم ملی ایالات متحده آمریکا مدال نقره المپیک ۲۰۱۲ را به دست آورد.